# Bàu Thủy Ứ
Bàu Thủy Ứ là một hồ nước ngọt tự nhiên ở xã Vĩnh Tú, huyện Vĩnh Linh, tỉnh Quảng Trị.
Bàu Thủy Ứ là một trong những địa điểm du lịch sinh thái được yêu thích ở địa phương, nổi tiếng với món đặc sản "tép nhảy", cá đô nướng, ốc,... và các loại hải sản được cung cấp từ chính trong bàu.